# María León (actrice)
Pour les articles homonymes, voir León et Maria Leon.
María León, née María León Barrios le 30 juillet 1984 à Séville en Andalousie, est une actrice espagnole. Après des débuts réussis comme actrice de série télévisée en Espagne, elle gagne en notoriété avec le film La voz dormida en 2011, rôle qui lui vaut plusieurs prix cinématographiques dans son pays, dont le Prix Goya du meilleur espoir féminin et la Coquille d'argent de la meilleure actrice.

## Biographie
María León Barrios naît à Séville en 1984. Elle est la fille de l’actrice espagnole Carmina Barrios (es) et la sœur de l’acteur et réalisateur Paco León. Elle suit les cours de l’école d’art dramatique La Platea à Madrid et termine sa formation à Barcelone.
En 2006 et 2007, elle prend part à la série télévisée SMS, des rêves plein la tête (SMS, sin miedo a soñar). Elle débute au cinéma en 2009 en jouant un rôle secondaire dans la comédie Fuga de cerebros (Hot School) de Fernando González Molina, l’un des plus gros succès de l’année en Espagne. En 2010, elle interprète l’un des rôles principaux de la série télévisée La tira.
En 2011, elle tourne dans le drame historique La voz dormida (The Sleeping Voice) de Benito Zambrano. Elle y joue le rôle d’une jeune andalouse qui s’installe à Madrid afin de veiller sur sa sœur, emprisonnée et enceinte. Cette histoire se déroule pendant la période de la terreur blanche sous la dictature franquiste. Pour ce rôle, elle obtient de nombreux prix en Espagne, dont le Prix Goya du meilleur espoir féminin et la Coquille d'argent de la meilleure actrice au festival international du film de Saint-Sébastien 2011.
En 2012, elle joue dans la comédie dramatique Carmina o revienta, un film réalisé par son frère Paco León et dans lequel elle retrouve sa mère Carmina Barrios, dont c'est le premier rôle au cinéma et ce à l'âge de 59 ans. À la suite du succès du film, une suite est tournée en 2014. Pendant ces deux années, León est l’un des personnages principaux de la série télévisée Con el culo al aire. Elle apparaît également dans la comédie Marsella de Belén Macías qui se déroule dans la ville de Marseille.
En 2015, elle participe à deux films et joue dans la série télévisée Allí abajo.
En 2025, elle est nommée pour le prix de la meilleure actrice dans un second rôle à la 12e cérémonie des prix Feroz pour son rôle de la gendarme de la Garde civile Cristina Luces dans L'Affaire Asunta. 

## Filmographie

### Au cinéma
- 2009 : Hot School (Fuga de cerebros) de Fernando González Molina
- 2011 : La voz dormida (The Sleeping Voice) de Benito Zambrano
- 2012 : Carmina o revienta de Paco León
- 2014 : Carmina y amén de Paco León
- 2014 : Marsella de Belén Macías
- 2015 : Rey Gitano de Juanma Bajo Ulloa
- 2015 : Los miercoles no existen de Peris Romano
- 2018 : Sin fin de César Esteban Alenda et José Esteban Alenda
- 2020 : La Liste des désirs de Álvaro Díaz Lorenzo
- 2021 : Plus on est de fous de Paco Caballero : Alba
- 2023 : Fermer les yeux de Victor Erice

### À la télévision

#### Séries télévisées
- 2006 - 2007 : SMS, des rêves plein la tête (SMS, sin miedo a soñar)
- 2007 : Compte à rebours (Cuenta atrás)
- 2007 : Hospital Central
- 2008 : Estados Alterados Maitena
- 2010 : La tira
- 2010 : 2011 : Aida
- 2011 : Los Quien
- 2012 : 2014 : Con el culo al aire
- 2015 : 2017 : Allí abajo
- 2019 : 2020 : La casa de las flores : Purificación (5 épisodes)
- 2024 : L'Affaire Asunta : la gendarme de la Garde civile Cristina Luces

## Distinctions
- Coquille d'argent de la meilleure actrice au festival international du film de Saint-Sébastien 2011 pour La voz dormida.
- Premio CEC de la révélation de l’année 2011 pour La voz dormida.
- Prix de la meilleure actrice au Festival del Cine y la Palabra (CiBRA) 2011 pour La voz dormida.
- Prix Top Glamour de la meilleure actrice 2011 pour La voz dormida.
- Nomination au Fotogramas de Plata de la meilleure actrice de cinéma 2011 pour La voz dormida.
- Premio Goya du meilleur espoir féminin 2012 pour La voz dormida.
- Premio San Pancracio de la meilleure actrice au Festival Solidario de Cine Español de Cáceres (es) de la meilleure actrice 2012 pour La voz dormida.
- Nomination au Premio Cinematográfico José María Forqué (es) de la meilleure actrice 2012 pour La voz dormida.
- Nomination au Neox Fan Award de la meilleure actrice de série télévisée 2012 pour Con el culo al aire.
- Neox Fan Award de la meilleure actrice de série télévisée 2013 pour Con el culo al aire.
- Nomination au Prix Goya de la meilleure actrice dans un second rôle 2013 pour Carmina o revienta.
- Nomination au Premio CEC de la meilleure actrice dans un second rôle 2013 pour Carmina o revienta.
- Nomination au Premio Goya de la meilleure actrice 2015 pour Marsella.
- Nomination au Premio CEC de la meilleure actrice 2015 pour Marsella.